# Polyrhachis daphne
Polyrhachis daphne är en myrart som beskrevs av Wheeler 1919. Polyrhachis daphne ingår i släktet Polyrhachis och familjen myror. Inga underarter finns listade i Catalogue of Life.